# Universidad Tecnológica de Gdansk
La Universidad Tecnológica (o Politécnica) de Gdansk (en polaco: Politechnika Gdańska, abreviado PG; en inglés: Gdańsk University of Technology, abreviado Gdańsk Tech) es una universidad pública polaca de perfil técnico, ubicada en la ciudad de Gdansk.
La Universidad Tecnológica de Gdansk, fundada en 1904, es la universidad técnica más antigua de Polonia. Incluye nueve facultades, que imparten mayoritariamente enseñanzas técnicas. La Universidad, en la que trabajan cerca de 1.200 profesores, educa a más de 27.000 estudiantes de ingeniería y maestría cada año.
La Universidad Tecnológica de Gdansk organiza numerosas conferencias, simposios y seminarios nacionales e internacionales. Además, la universidad promueve el intercambio internacional de estudiantes y empleados.
La Universidad Tecnológica de Gdansk se define como: «Una Universidad Técnica con imaginación y futuro».[cita requerida]
Los números de los graduados:
- En años comprendidos 1904-1939: 11.080 graduados.
- Desde 1945: 92.000 graduados.

## Localización

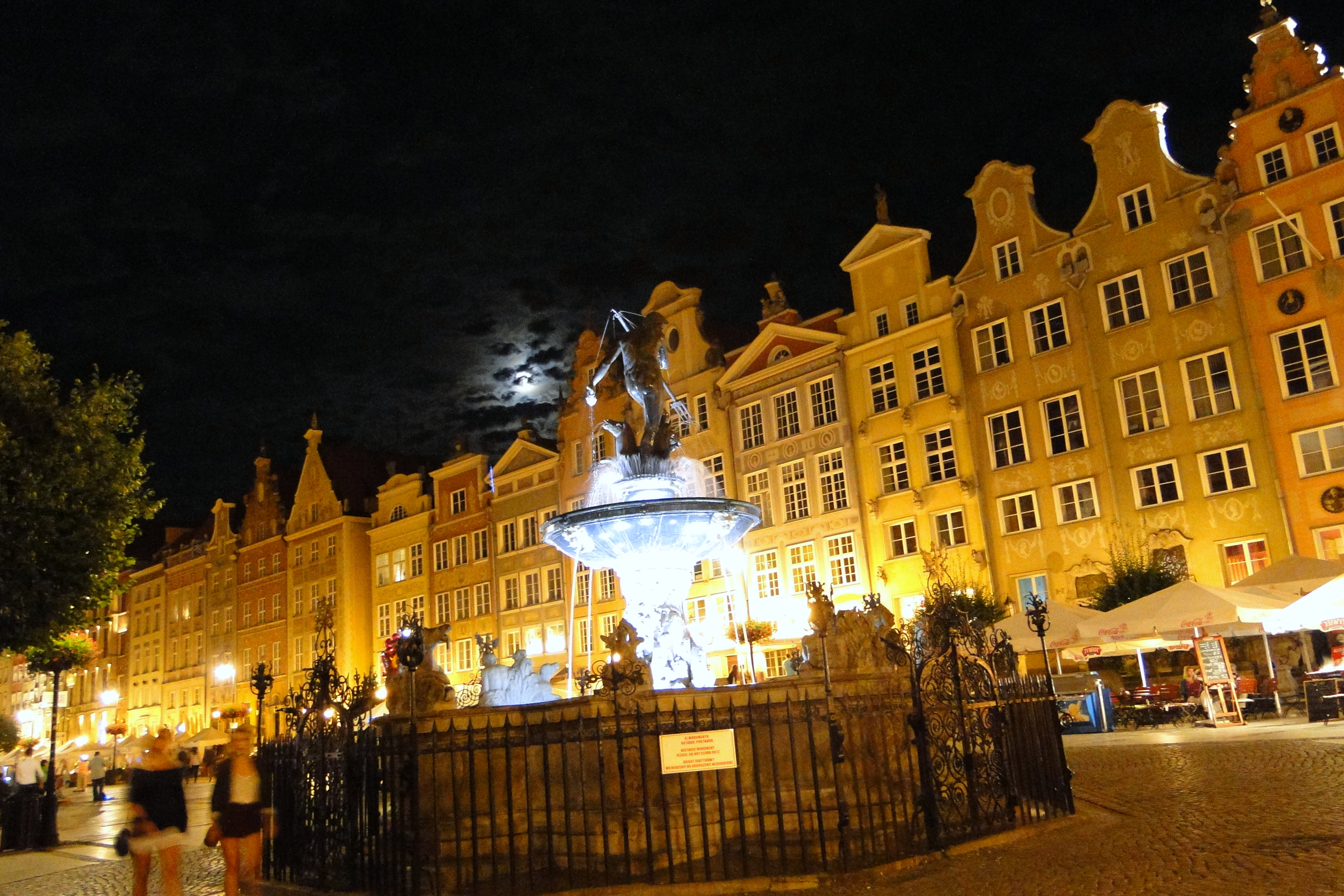
Fuente de Neptuno

La Universidad Tecnológica de Gdansk tiene su sede en el centro de ciudad de Gdansk; se encuentra situada en Polonia del norte, con costa del Mar Báltico, y tiene más de 1.000 años de historia. Es la capital de aglomeración de más de un millón habitantes y la capital de la región Pomerania, habitada por 2,2 millones de personas. Ciudad de Gdansk es uno de los mayores centros de negocios, económico, cultural y científico en Polonia. Cuenta con 21 universidades y cerca de 64.000 estudiantes cada año (la gran parte forman los estudiantes de la Universidad Tecnológica de Gdansk).

## Los Patronos

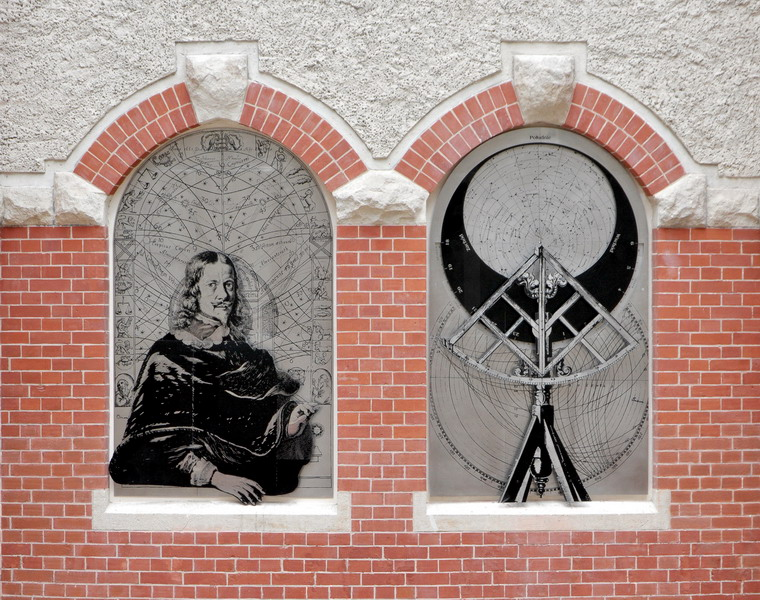
El relieve de Hevelius

### Johannes Hevelius
Johannes Hevelius (5 de mayo de 1611 – 28 de enero de 1687) fue un astrónomo, miembro del jurado y concejal polaco. Nacido en Gdansk, se convirtió en el astrónomo más destacado en tierras polacas después de Nicolás Copérnico. Fue un notable constructor de instrumentos astronómicos y el inventor del reloj de péndulo, el periscopio y el micrómetro. Además, fue el creador del primer gran observatorio astronómico del mundo, equipado con un telescopio.

### Daniel Gabriel Fahrenheit
Gabriel Fahrenheit (24 de mayo de 1688 - 16 de septiembre de 1736), nacido en Gdansk, fue un destacado físico e ingeniero. Es conocido por inventar el termómetro de mercurio y por desarrollar la escala de temperatura que lleva su nombre, la cual sigue siendo popular en algunos países anglosajones.

## Historia

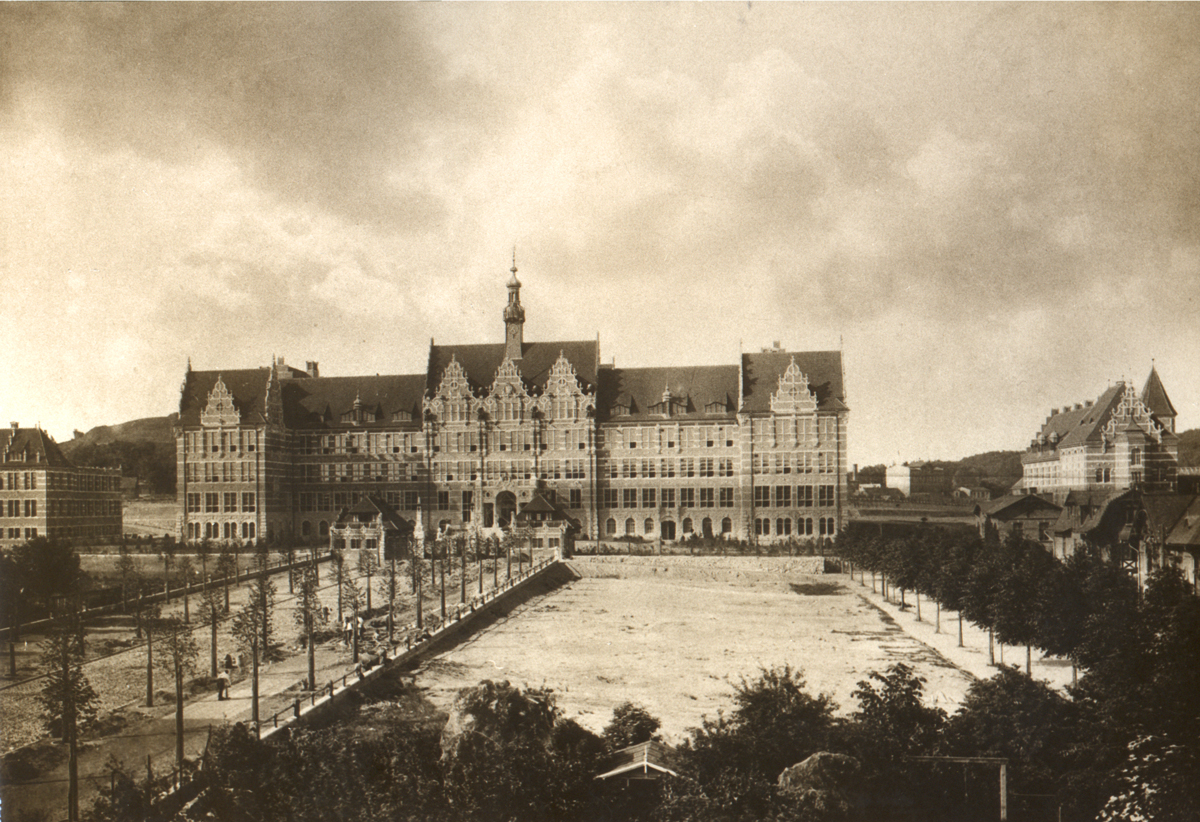
El Edificio Principal en 1904

La universidad fue fundada en 1904 bajo el nombre de Königliche Technische Hochschule zu Danzig. En esos tiempos, Gdansk era conocida como Danzig, una ciudad que formaba parte del Imperio Alemán. La historia de Gdansk es compleja y la ciudad perteneció, en diferentes tiempos, a Alemania y Polonia. Por esta razón, los nombres de las instituciones educativas fueron afectadas.
La universidad fue conocida por diferentes nombres:

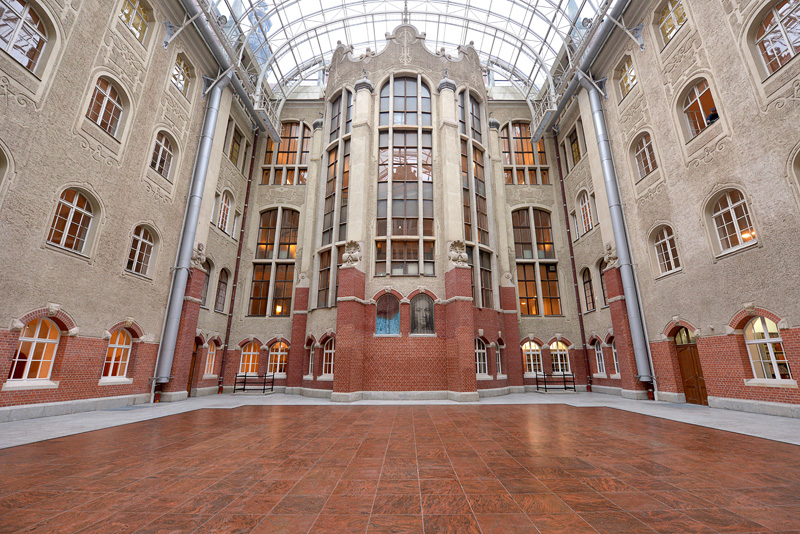
El Edificio Principal, el patio de Gabriel Fahrenheit

- 1918 – 1921: Technische Hochschule in Danzig
- 1921 – 1939: Technische Hochschule der Freien Stadt Danzig
- 1939 – 1941: Technische Hochschule Danzig
- 1941 – 1945: Reichshochschule Danzig

A finales de la década de 1930, los estudiantes polacos fueron objeto de discriminación por parte de los profesores alemanes, muchos de ellos se unieron al NSDAP. Tras el estallido de la Segunda Guerra Mundial, los estudiantes polacos fueron expulsados de la universidad. Después de su finalización, el establecimiento fue usado como un hospital del ejército alemán. Cuando el Ejército Rojo soviético capturó el edificio, soldados rusos asesinaron a algunos alemanes y luego cerraron todas las salidas y quemaron vivos a los heridos que estaban allí. Los rusos usaron otros edificios como establos y cuarteles. En 1945, después de finalizada la guerra, cuando el ejército alemán fue echado de la ciudad de Gdansk, las ruinas incendiadas fueron reconstruidas hasta que la universidad volvió a funcionar nuevamente el 24 de mayo de 1945. A raíz de la trágica historia de la universidad bajo el régimen nazi, decidieron empezar su historia en 1945.
Las fechas importantes en la historia de la universidad: 
- 1900: La incorporación de la piedra angular para la construcción de la universidad 1904. Apertura de la Escuela Superior de Enseñanzas Técnicas (Königliche Technische Hochschule zu Danzig).
- 1939 - 1945: Universidad gobernada por Alemania nazi.
- 1945 : Ciudad de Gdansk regresa a Polonia, Universidad Tecnológica de Gdansk nombrado como escuela superior pública.
- 1989: La universidad recibe su autonomía tras 90 años desde el inicio de su construcción.
2004: 00 º aniversario de la Universidad.
- 2014:  Aniversario de 110 años de la institución.

## Facultades

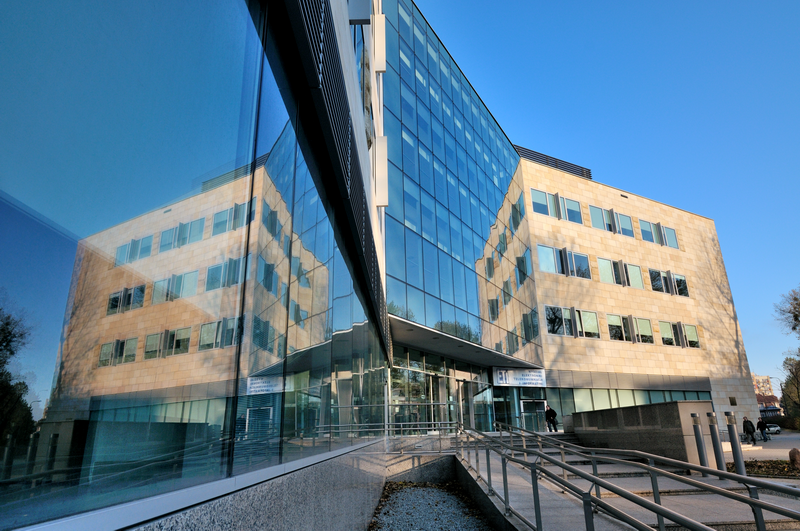
Facultad de Electrónica, Telecomunicaciones e Informática

### Facultad de arquitectura[2]
- Arquitectura y Planeamiento Urbanístico.
- Ordenación del territorio.

### Facultad de química[3]
- Biotecnología.
- Química.
- Conservación ambiental.
- Tecnología química.
- Química de la construcción.
- Conservación y degradación de materiales.
- Ingeniería de materiales.
- Ingeniería biomédica.
- Gestión de residuos y tecnologías limpias.

### Facultad de Ingeniería Eléctrica y Automatización

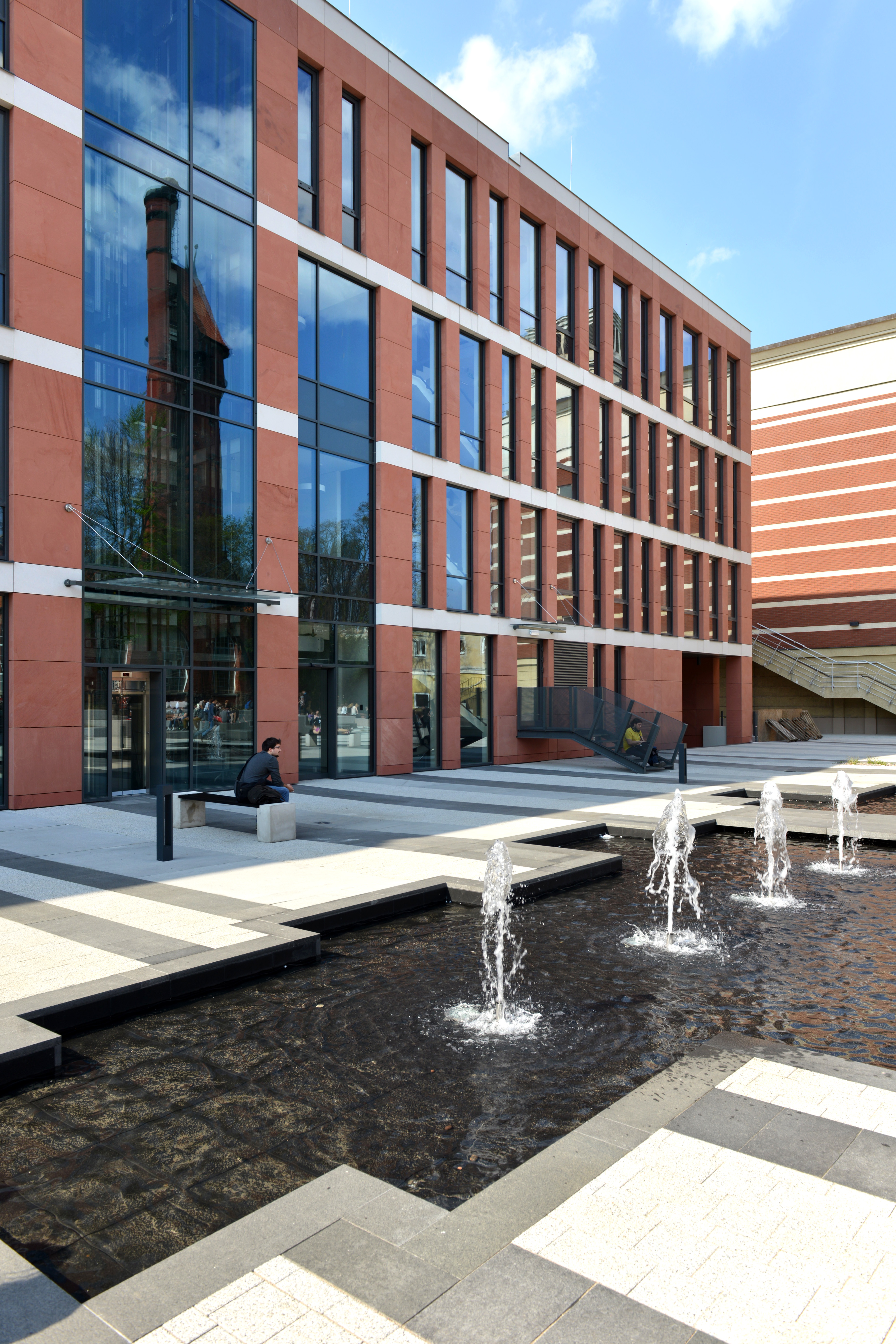
El edificio de Nanotecnología

### Facultad de electrónica, telecomunicaciones e informática[4]
- Tecnología de la información.
- Ingeniería biomédica.
- Electrónica y Telecomunicación.
- Robótica.
- Ingeniería de control.

### Facultad de Ingeniería Eléctrica y Automatización[5]
- Automatización y robótica.
- Ingeniería eléctrica.
- Ingeniería energética.

### Facultad de Física Técnica y Matemática Aplicada[6]
- Ingeniería física.
- Matemática.
- Nanotecnología.
- Bases de la tecnología.
- Ingeniería biomédica.
- Programación informática y bases de datos.
- Estadística y matemática financiera.
- Tecnología de la información.
- Administración y análisis de datos en SAS (lenguaje de programación).
- Simulación por computadora para Ingenieros.

### Faculdad de Ingeniería Civil y Ambiental[7]
- Ingeniería civil.
- Ingeniería ambiental.
- Ingeniería del transporte.
- Geodesia y cartografía.
- Técnicas geodésicas en ingeniería.

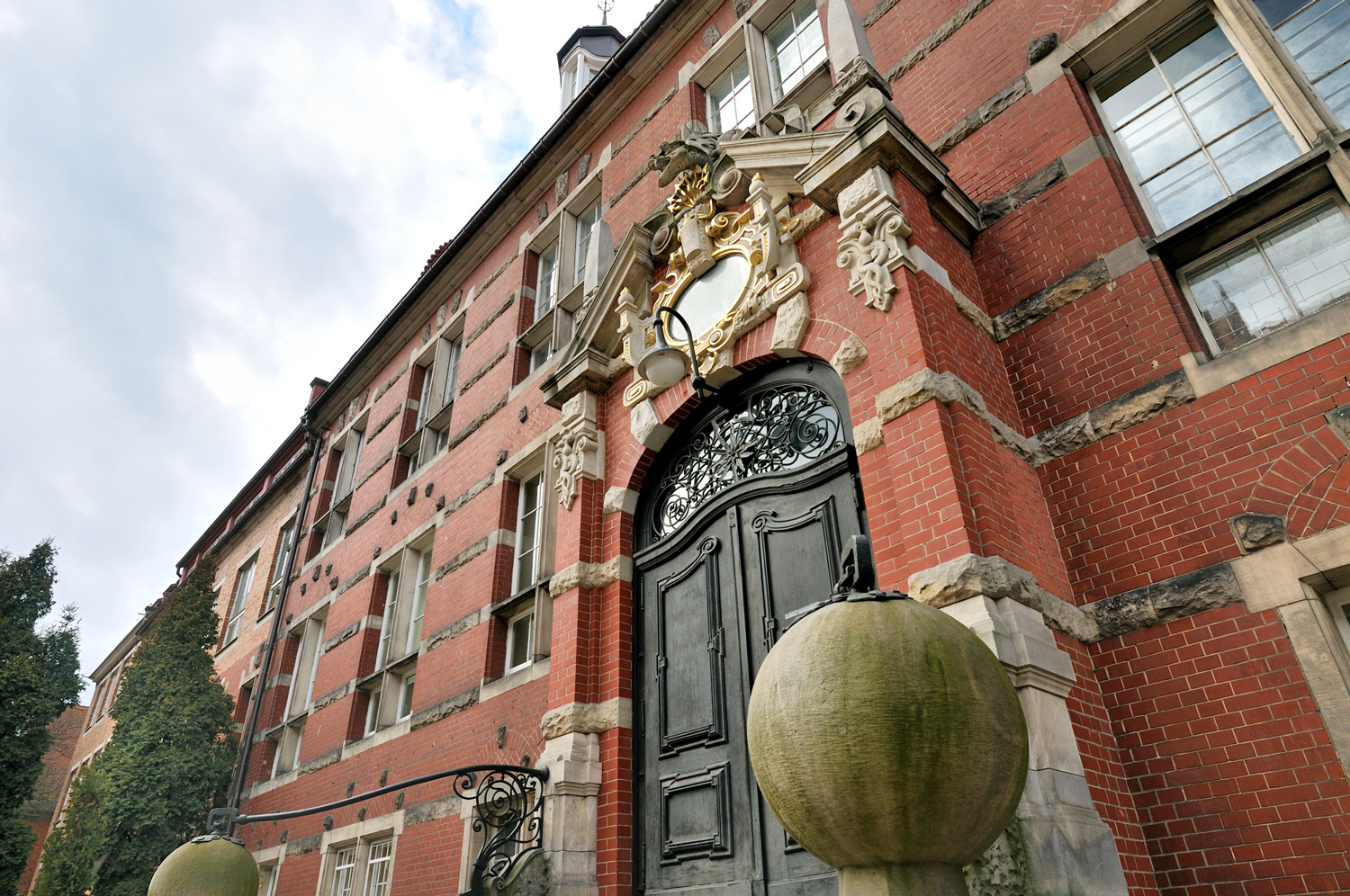
Facultad de Ingeniería Mecánica

### Facultad de Ingeniería Mecánica[8]
- Ingeniería mecatrónica.
- Ingeniería energética.
- Ciencia de materiales.
- Ingeniería biomédica.
- Ingeniería mecánica y construcción de máquinas.
- Administración e ingeniería de producción.

### Faculdad de Ingeniería Oceanográfica[9]
- Oceanotécnica.
- Transporte.
- Ingeniería energética.
- Técnicas geodésicas en ingeniería.
- Estandarización ISO y gestión de calidad.
- Ingeniería del petróleo y del gas.

### Facultad de Economía y Gestión de las Organizaciones[10]
- Economía analítica.
- Estudios europeos.
- Ergonomía cognitiva en administración y economía.
- Administración.
- Ingeniería administrativa.
- Economía.
- Gestión de riesgos y fiabilidad de sistemas.
- Logística en práctica.
- Calidad en tecnología.
- Maestría en administración de negocios.

## El campus universitario

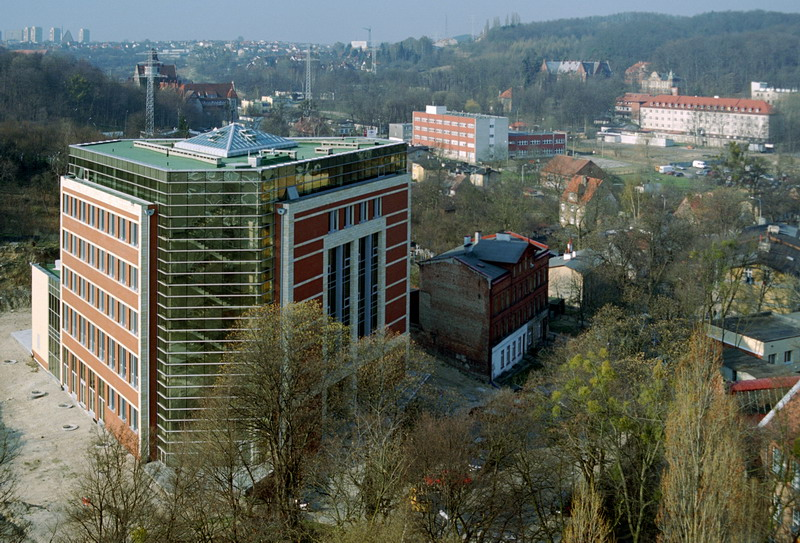
Facultad de Economía y Gestión de las Organizaciones

Actualmente, el campus universitario está formado por varios edificios, históricos y contemporáneos. La Universidad Tecnológica de Gdansk cuenta con zonas con una superficie de casi 77 hectáreas. Estos edificios están ocupados día a día con más de 1200 miembros de la facultad y casi 27.000 estudiantes.
El Edificio Principal fue construido a principios del siglo XX y es el símbolo de la universidad. Fue diseñado por el eminente arquitecto (más tarde, profesor universitario) Albert Carsten. El edificio es un monumento, de estilo neo-renacentista holandés. El profesor Carsten apoyó también los proyectos de Laboratorio Machine, edificios de las facultades de Química y de Ingeniería Mecánica.
La Segunda Guerra Mundial provocó la destrucción significativa del edificio principal. Se quemaron el 60 por ciento de volumen del edificio, y 70 % de techos. 
Con el aumento en el número de estudiantes surgieron dormitorios. Actualmente la universidad cuenta con 12 residencias universitarias que cuentan con una prestigiosa localización.

Hoy en día el campus del universidad sigue desarrollándose. La parte histórica coexiste con edificios modernos con salas equipadas y laboratorios con tecnología punta. Actualmente, en el curso del montaje del Laboratorio de Tecnología Innovadora de Electricidad e Integración de Energías Renovables, se realizará un estudio enfocado en la implementación y las patentes industriales del campo de aplicación de energética de la electricidad moderna. En 2014 han establecido el complejo de Centro de Nanotecnología, del Centro de Enseñanza de la Matemática y Educación a Distancia y un aparcamiento subterráneo para 50 coches. 

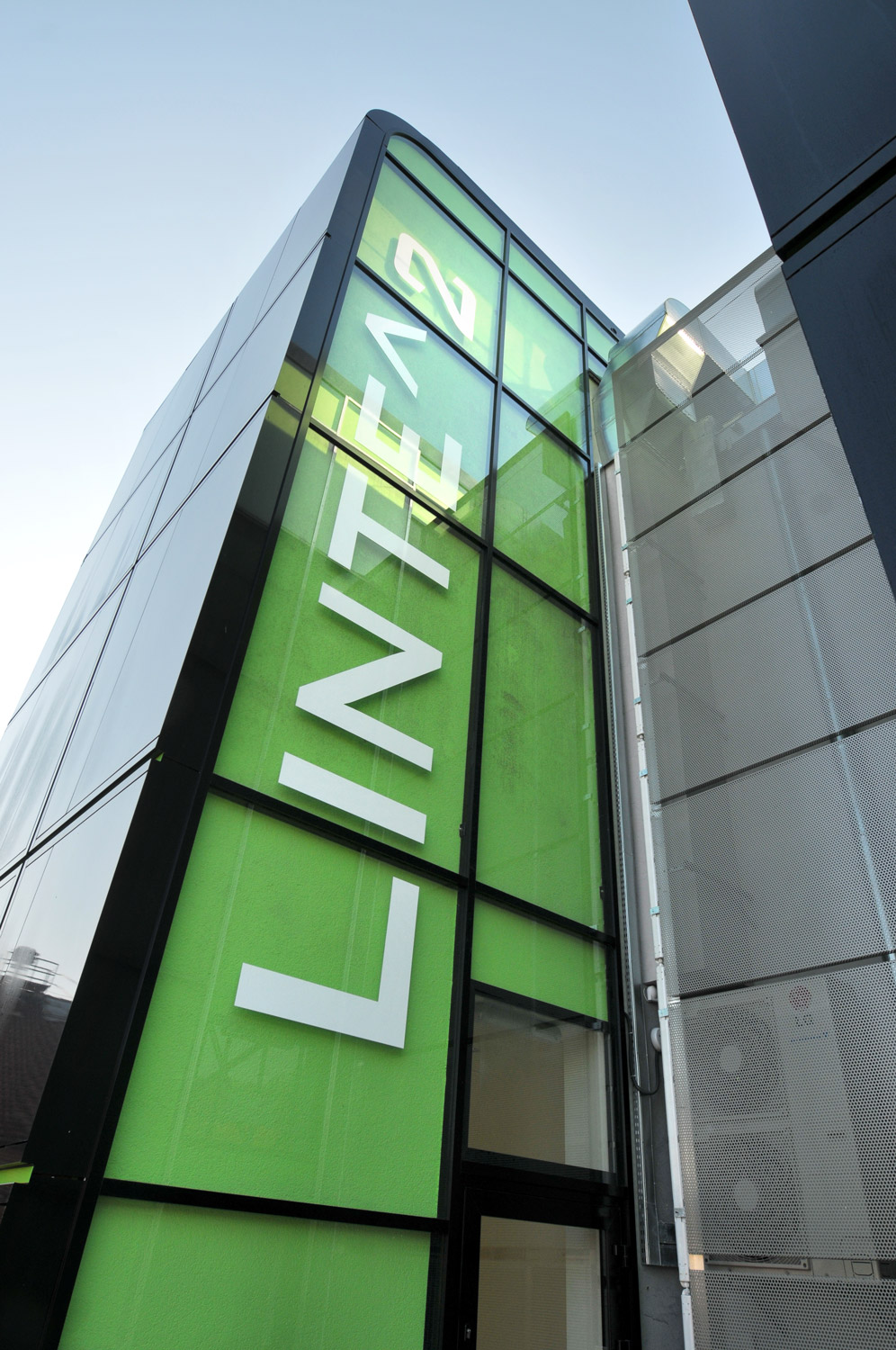
Linte^2

### En el campus de la universidad operan centros modernos como
- Centro de la Nanotecnología,[12] 25 laboratorios modernos equipados con aparatos únicos para estudiar el nivel del átomo.
- Interizon - Pomerania Cluster ICT,[13]  compuesto por 140 entidades. Es el de más rápido crecimiento y mejor clúster en Polonia.
- El Centro de la Enseñanza de Matemáticas y Educación a Distancia: centro, que está usando más nuevas tecnologías ICT, en el ámbito de las herramientas modernas en modelación matemática y visualización de los datos.
- Centro de Información Académica de Informática de Triciudad, que mantiene el papel del centro de computadoras de gran potencia. El centro recoge y proporciona el entorno científico los recursos informáticos.

- Centro para el Conocimiento y Transferencia de Tecnología, que apoya las innovaciones en la universidad.
- Centro de deporte academic, últimamente modernizado, dispone de: Centro de deporte académico
  - Un moderno complejo de natación.
  - La sala de deportes.
  - Sala de tenis.
  - Sala de judo.
  - El gimnasio.

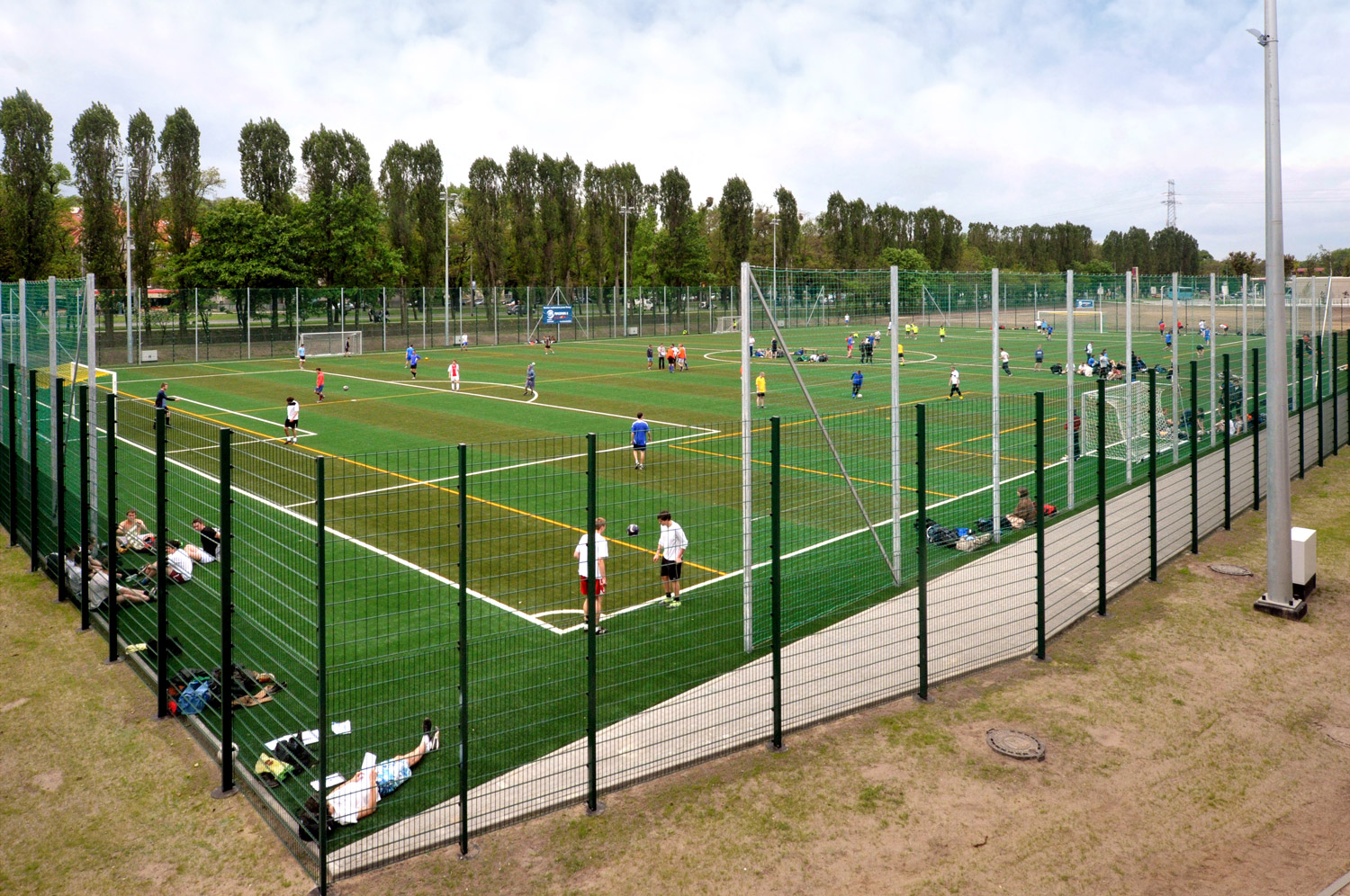
Centro de deporte académico

  - El campo de fútbol con el certificado de la FIFA.

## Investigación
- Actualmente 300 de las invenciones están listas para ser implantadas.
- La ejecución de 200 proyectos de investigación y desarrollo con fondos nacionales e internacionales.
- Durante tres años la universidad ha firmado 700 contratos con empresarios.

## Logros recientes

### SentiOne.
Una herramienta (creada por graduados de la Universidad de Tecnología), que da las respuestas a las preguntas sobre empresa, marca, evento o persona en la red. Ya está trabajando con más de 500 marcas grandes, medianas y locales en siete mercados europeos (entre las marcas se encuentran  Nivea, Procter & Gamble y Allegro). Ayuda a prevenir la crisis de reputación, puede buscar una frase que representa una amenaza para empresas e instituciones públicas.

### Cyber Eye.
Desarrollado bajo la dirección del prof.Andrzej Czyzewski, de la Facultad de Electrónica, Telecomunicaciones e Informática, era "La invención de 2013". La interfaz se utiliza para el diagnóstico y tratamiento de las personas en estado de coma.

### MEDEYE.
Dentro de los 15 minutos MEDEYE indica un fragmento sospechoso en la grabación donde puede haber estar una úlcera, sangrado, un pólipo u otra enfermedad. Envía la información sobre el análisis realizado por el mensaje de texto o por correo electrónico. Un sistema del apoyo a la exploración endoscópica de diagnóstico del tracto digestivo humano llamado MEDEYE ha sido diseñado para hacer el trabajo del médico más eficiente. La pequeña cámara web sellada en una cápsula analiza e interpreta la imagen grabado. Gracias a MEDEYE el médico no tiene que ver varias grabaciones que duran por las horas, en lugar puede concentrarse en los fragmentos indicados por el sistema.

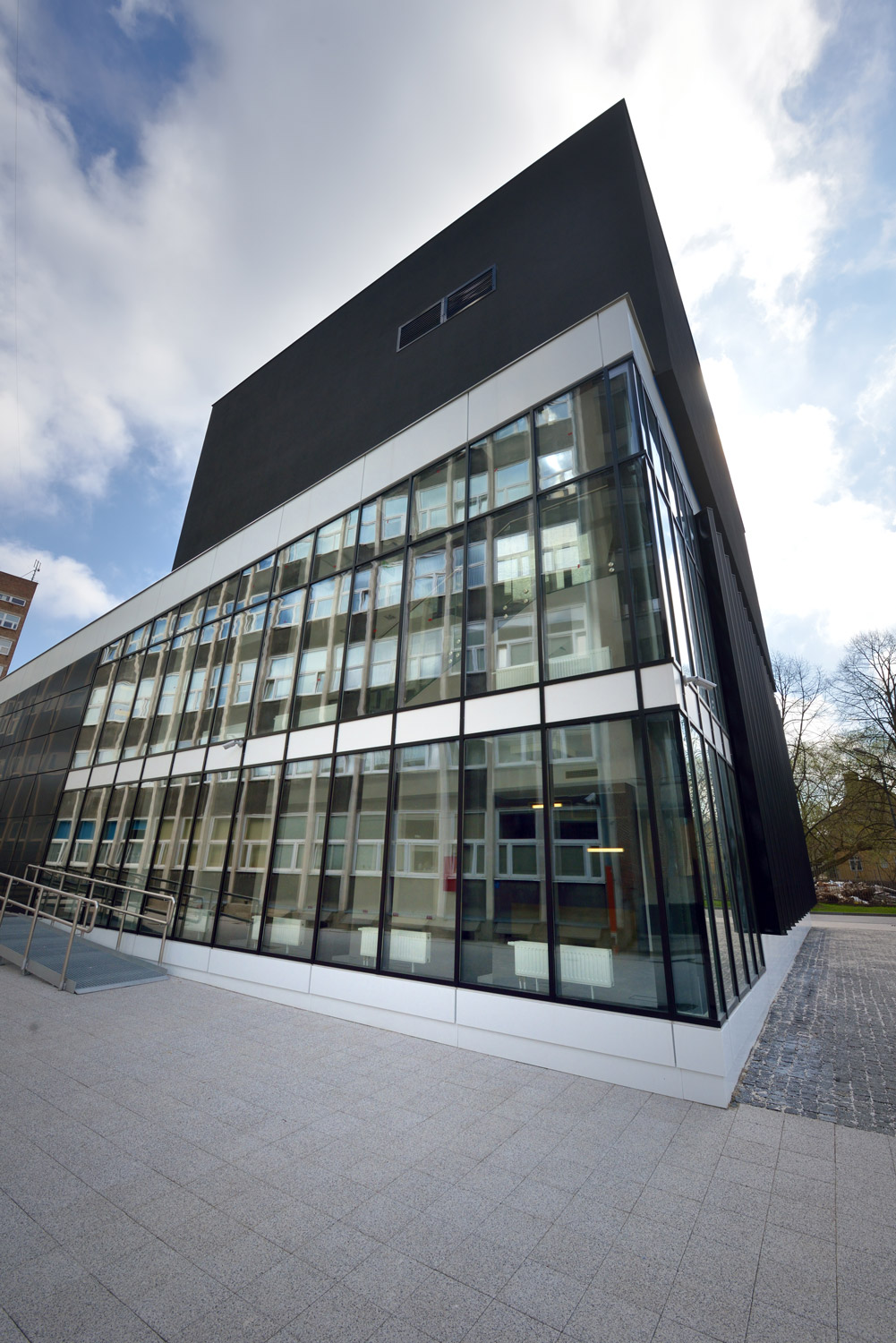
La visualización del Laboratorio de Visualización Espacial

### Domestic Assistant.
El asistente doméstico para los ancianos y enfermos que se compone de conjunto de dispositivos que monitorean de forma discreta al paciente durante sus actividades diarias. El asistente recopila información gracias a varios sensores. En el caso de que los datos recogidos se diferencia sustancialmente de la norma, el sistema de alarma al médico o la persona que cuida del paciente. Varios dispositivos han sido diseñados con este proyecto por ejemplo: e-baño: bañera que supervisa el paciente que toma un baño, e-manta que supervisa el funcionamiento del corazón del paciente sentado en un sillón, e-Demencia - sistema de apoyo y psico-motor de formación para personas en situación o en riesgo de demencia senil y algunos más.

### PathMon.
El PathMon es un circuito integrado che analiza las señales electrocardiográficas y de la impedancia que contienen la información sobre el ciclo cardíaco. El dispositivo da la posibilidad de la simultánea misuración de diversos parámetros vitales. El análisis permite descubrir algunos atípicos eventos que indican el riesgo para la salud o la vida.

### SleAp.
El SleAp es un monitor che controla el cese completo de la señal respiratoria. El aparato descubre la presencia de apnea y los disturbios de la respiración en condiciones domésticas.

### Sound Mixing System.
Una solución para las operaciones del mando a distancia por los gestos. El sistema ganó la medalla de oro en “Convention of the Auto Engineering” en Roma.

### Computer aroma interface.
Un instrumento proyectado para las personas con los disturbios mentales y sensoriales. La interfaz se puede usar en los programas educativos, por ejemplo un emisor de olores durante las clases de biología. El aparato ganó la medalla de oro en “Convention of the Auto Engineering” en Roma.

### Interfaz para sincronizar los hemisferios cerebrales.
El objetivo del aparato es el apoyo del tratamiento de la dislexia, de los trastornos mentales y sensoriales y la aceleración del proceso de estudiar (así como de la adquisición de idiomas).

### El sistema para apoyar el lenguaje de los alumnos.
El dispositivo sirve para apoyar el diagnóstico de los problemas del lenguaje y para la diagnosis de los trastornos gracias al programa informático. El producto permite ajustar los parámetros del destinatario con las verdaderas necesidades del niño y entrenar las habilidades de comprender el lenguaje. El sistema ganó la medalla de oro en BRUSSELS Innova 2012.

### Detector de compuestos orgánicos tóxicos.
Un aparato que nota, limpia y elimina los compuestos orgánicos tóxicos. Se puede usarlo para reciclar los elementos peligrosos como las sustancias químicas, farmacológicas o industriales. El invento está basado en el electroanálisis y la aplicación de dos electrodos, uno de los cuales está hecho del acero inoxidable y el otro del nanodiamante con una mezcla del boro.

### Hybrid Drive System.
Un sistema de propulsión eléctrico que se puede usar como una fuente alternativa del motor de combustión usado en los barcos de pasajeros.

### Auditory - Visual Attention Simulator.
El aparato sirve para la gente con los trastornos de la visón y del oído y, además, para los niños con el trastorno por déficit de atención con hiperactividad (TDAH) como un simulador de la visión binocular en los casos de la ambliopía. El invento ganó la medalla de oro en la Feria Internacional de Poznań y fue premiado en el Brussels Innova 2012.

### Mood Indicator.
El aparato que permite a los niños con el autismo comprender sus emociones y las alteraciones de sus interlocutores. El instrumento, basando en algunos parámetros fisiológicos, diagnostica cuando una persona es nerviosa y lo muestra a través de una lámpara de control.

### Reciclaje de silicio.
La innovadora tecnología del reciclaje del silicio de las baterías solares. El método es mucho más barato de los que se usa actualmente en el mundo. El método permite recobrar el “puro” silicio de las baterías gastadas y reducir significativamente el costo del proceso.

### Auditory - Visual Attention Simulator.
Una interfaz que sirve para las personas con los trastornos de la visión o de la audición y, además, puede servir para los niños con el trastorno por déficit de atención con hiperactividad y como un simulador de la visión binocular en el caso de la ambliopía. El invento ganó la medalla de oro en la Feria Internacional de Poznań y un premio en Brussels Innova 2012.

### Medicina para la osteoporosis.
La mayoría de los medicamentos que contienen alendronato sódico y que son disponibles en el mercado mundial, incluyen una sustancia biológicamente activa basada en la tecnología desarrollada en la Universidad Tecnológica de Gdansk. En 2013 Polpharma SA (empresa que ha fabricado el medicamento) fue galardonado con el Premio a la Innovación del Presidente de Polonia, en reconocimiento de su trabajo sobre las tecnologías innovadoras y el lanzamiento de una serie de sustancias que se utilizan para el tratamiento de la osteoporosis.

### Botella térmica.
Una botella térmica que mantiene la temperatura de las bebidas por muchas horas. Los líquidos guardados en la botella son frescos y sabrosos tres veces más largo que los guardados en los recipientes térmicos disponibles en el mercado. La creación de la botella es posible gracias a un material cambio de fase que no es tóxico, corrosivo e inflamable.

### NOR-STA Plataforma.
Dispone un conjunto de servicios web para ayudar a lograr el cumplimiento de las normas y reglas de estándar - incluyendo la acreditación de hospitales, la CAF (Common Assessment Framework), sistemas de gestión de seguridad de la información y las normas HACCP. Los usuarios indican las siguientes ventajas principales de la plataforma: está mejorando la gestión de documentos, conservando la conformidad, apoya al proceso de tomar los decisiones y el ahorro de tiempo. Esta solución fue galardonado con la Medalla de Oro - La elección de los consumidores en la Feria Internacional de Poznań.

## El logro internacional de los estudiantes
- segundo lugar en Imagine Cup World Final[17]– por la aplicación de teléfono inteligente para detectar la presencia de drogas en el cuerpo,
- los tres concursos internacionales de los proyectos arquitectónicos ganados por los estudiantes de Arquitectura:[2]
  - Desarrollo de las colinas de Camelot;
  - El edificio principal de los bomberos en San Francisco;
  - La Torre en Dubái.
- RobotChallenge 2014-  el mayor campeonato de Europa de robots - una medalla de oro y plata para los estudiantes de la Facultad de Electrónica, Telecomunicaciones e Informática Archivado el 25 de junio de 2014 en Wayback Machine..
- Campeonato de la Copa de Suecia en la competición de categoría minisumo Robot - SM 2014.
- Los estudiantes consiguieron el primer lugar en la regata de botes Dong Energy Solar Challenge 2014  para los barcos solares, que se celebra en los Países Bajos. Los estudiantes han navegado con el barco doble GUT SOLAR, que fue diseñado y construido en 2010 en la Faculdad de Ingeniería Oceanográfica Archivado el 25 de junio de 2014 en Wayback Machine..

## El logro internacional de los empleados
- Medalla de Oro en XVII Salón de Invenciones y Tecnologías de Innovación de Moscú ARCHIMEDES 2014[18] - Método de recibir una suspensión de diamante.
- Medalla de plata en Feria Internacional de Inventos e Innovación IENA 2013 Archivado el 14 de julio de 2014 en Wayback Machine. en Núremberg - Material biopolímero para aplicaciones médicas y cosméticas.
- Medallas de oro y plata y la Cruz de la Orden de la Innovación del Oficial en Feria Internacional de Comercio en Bruselas, - Sistema GIS "mapas parlantes" .

## Los certificados
Algunos de los laboratorios y carreras en la Universidad Tecnológica de Gdańsk poseen unos certificados que confirman alta calidad de la enseñanza e investigación científica. Los ejemplos:
- 3 certificados de la Comisión de Acreditación de Universidades Técnicas para las carreras: informática, biotecnología, electrónica. Simultáneamente poseen los certificados de European Network for Accreditation of Engineering Education (ENAEE).[19]
- El certificado CUDA Teaching Center atribuido por NVIDIA.[20]
- La primera acreditación Microsoft Modern Lab para el Laboratorio de Computadores de la Facultad de Electrónica, Telecomunicaciones e Informática.[21]
- El certificado Cadence Certified Lab Program para el Laboratorio de Circuitos Integrados y de Lógica Programada de la Facultad de Electrónica, Telecomunicaciones e Informática.[22]
- El certificado internacional para la Facultad de Ingeniería Mecánica atribuido por International Institute of Welding que reconoce la universidad como Approved Training Body con la autorización para formar los especialistas de la soldadura.[23]
- El laboratorio de Ciencia de Materiales en la Facultad de Ingeniería Mecánica posee 3 certificados del Registro de Barcos Polaco.
- La Facultad de Química posee 2 certificados de Det Norske Veritas.

## Las inversiones importantes

### Laboratorio de Visualización Espacial.
El proyecto innovador a escala mundial. Laboratorio de este tipo permite a dar un paseo virtual por la ubicación seleccionada previamente. Gracias a inversiones así será posible elevar el nivel de educación del personal futuro. El laboratorio puede tener una serie de aplicaciones, tales como la formación de los servicios públicos, los especialistas de la industria, el turismo virtual o paseando por los edificios diseñados. La construcción de Laboratorio de Visualización Espacial se
acaba a fines del año 2014.

### Centro de la Nanotecnología.

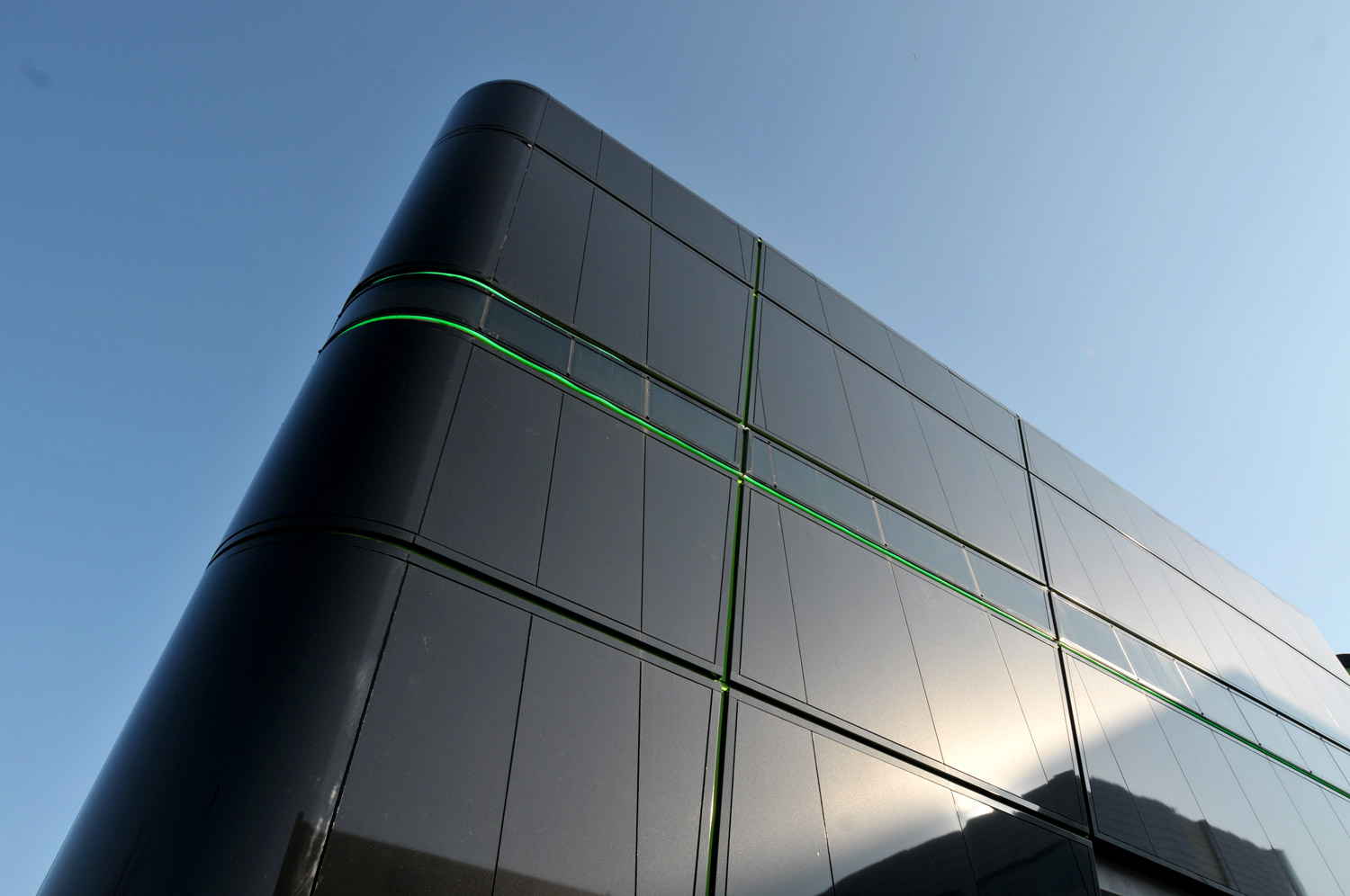
Laboratorio de Tecnología Innovadora de Electricidad y Integración de Energías Renovables Fuentes LINTE^2

Centro de la Nanotecnología dispone a 25 laboratorios modernos equipados con aparatos únicos para estudiar un nivel atómico. El primer edificio fue recientemente inaugurado, la construcción del segundo terminará a fines del 2014. El Centro es el paso siguiente en la modernización del proceso de enseñanza.

### Laboratorio de Tecnología Innovadora de Electricidad y Integración de Energías Renovables Fuentes LINTE^2.
La prioridad era organizar en la Universidad Tecnológica de Gdańsk la gran infraestructura de investigación orientada a las investigaciones de los sistemas electro-energéticos modernos.

###### Resultados del proyecto
- El desarrollo de las nuevas tecnologías y su comercialización, contribuyendo al desarrollo de la economía moderna.
- La posibilidad de la investigación en redes eléctricas inteligentes (smart grids)

Islas energéticas inteligentes con sus propios recursos productivos, nuevos servicios de red (gestión de la demanda de electricidad, la generación de energía local, receptores controlados por los proveedores de energía, etc) y otros.

## Cooperación internacional
La Universidad Tecnológica de Gdansk forma parte de los programas de cooperación internacional como Programa Erasmus, Programa Erasmus Plus, LLP Erasmus, Erasmus Mundus, Jean Monnet, CEEPUS, Tempus, Leonardo da Vinci.

## Idiomas que estudiantes pueden elegir a aprender en la Universidad Tecnológica de Gdańsk
- Alemán.
- Español.
- Francés.
- Hindi.
- Inglés.
- Italiano.
- Japonés.
- Polaco.
- Ruso.
- Sueco.

## Galería

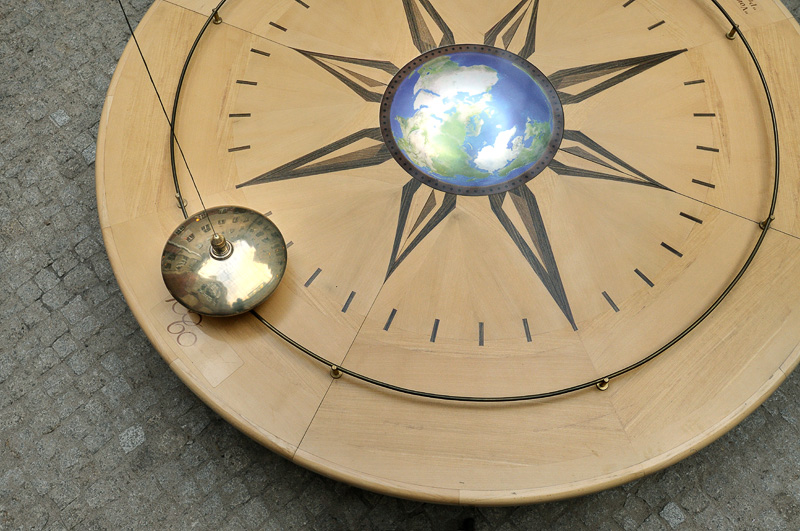
Péndulo de Foucault
El Edificio Principal
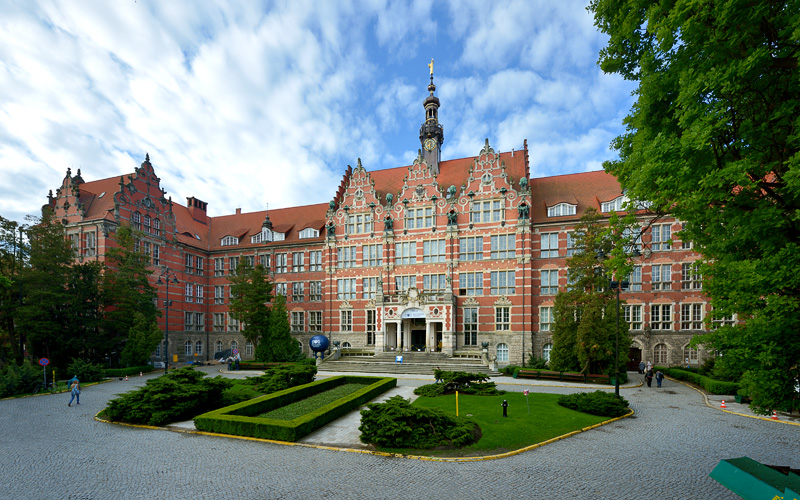
El Edificio Principal
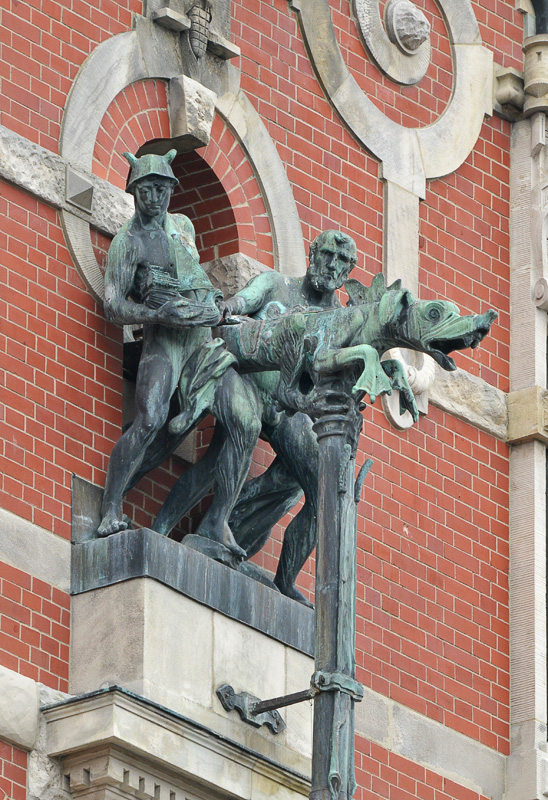
El Edificio Principal
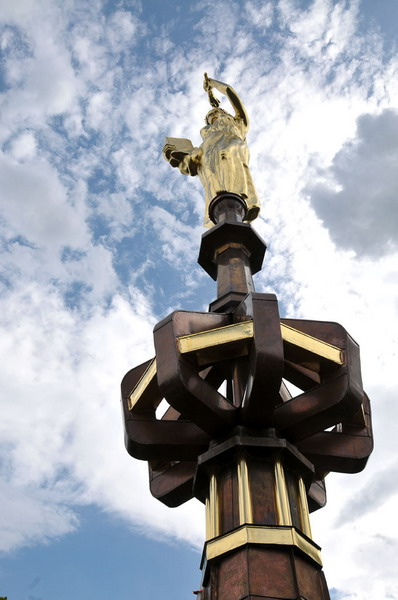
La Torre del Edificio Principal
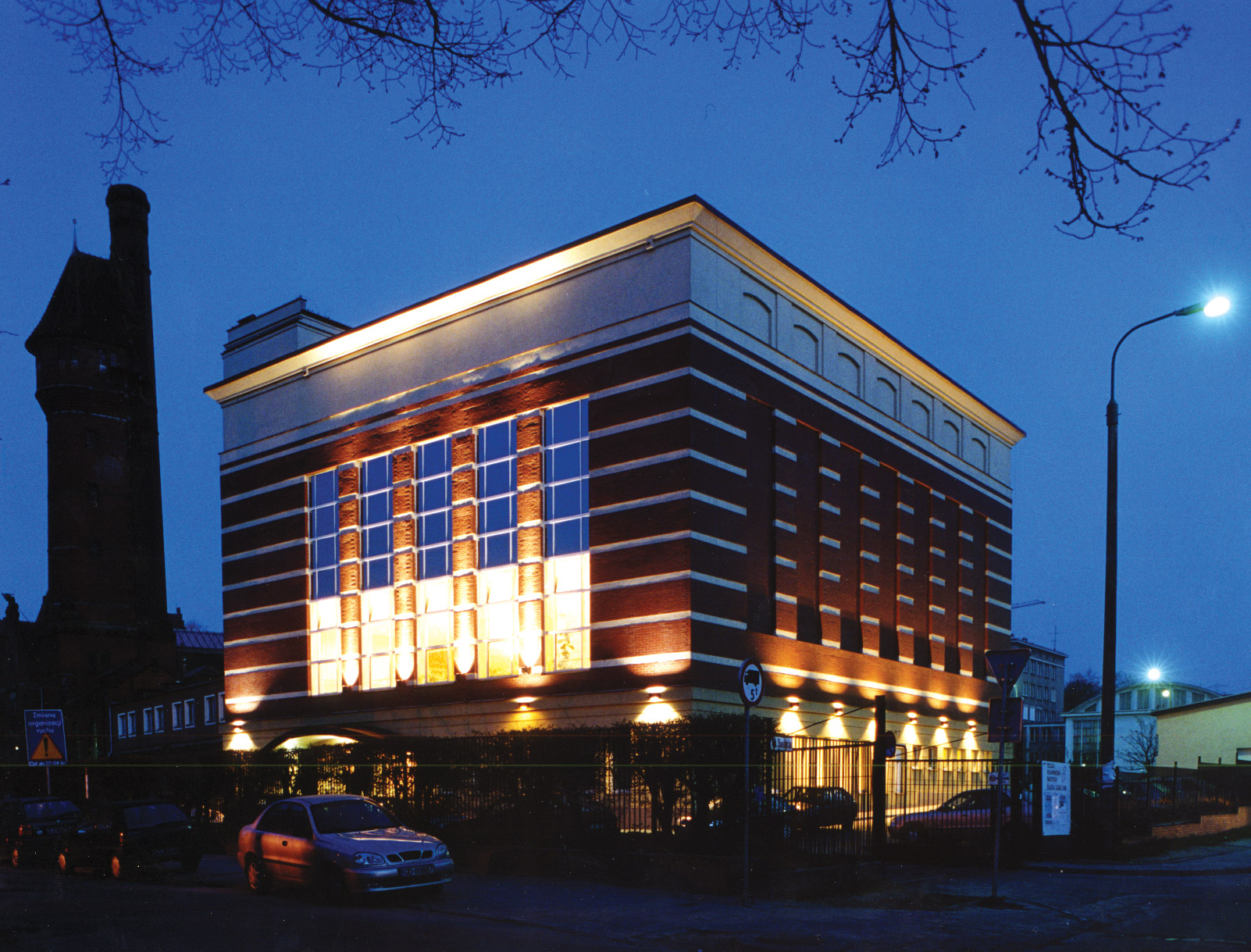
Auditorium Novum
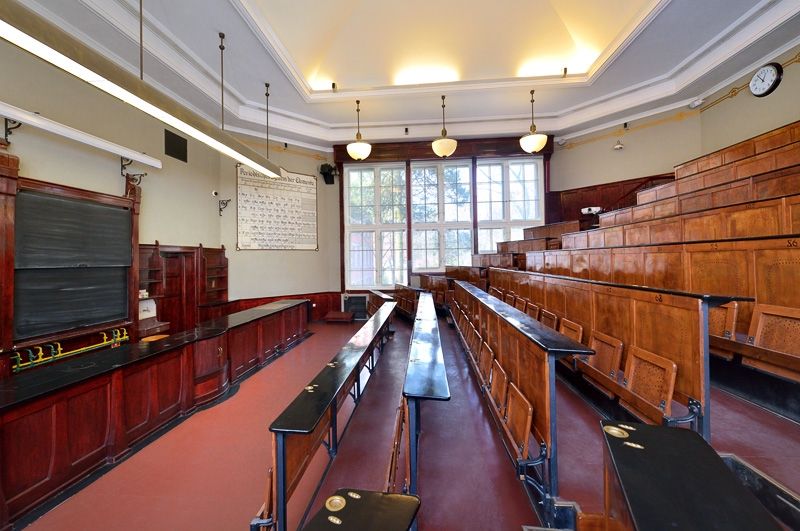
Sala en Universidad Tecnológica de Gdansk
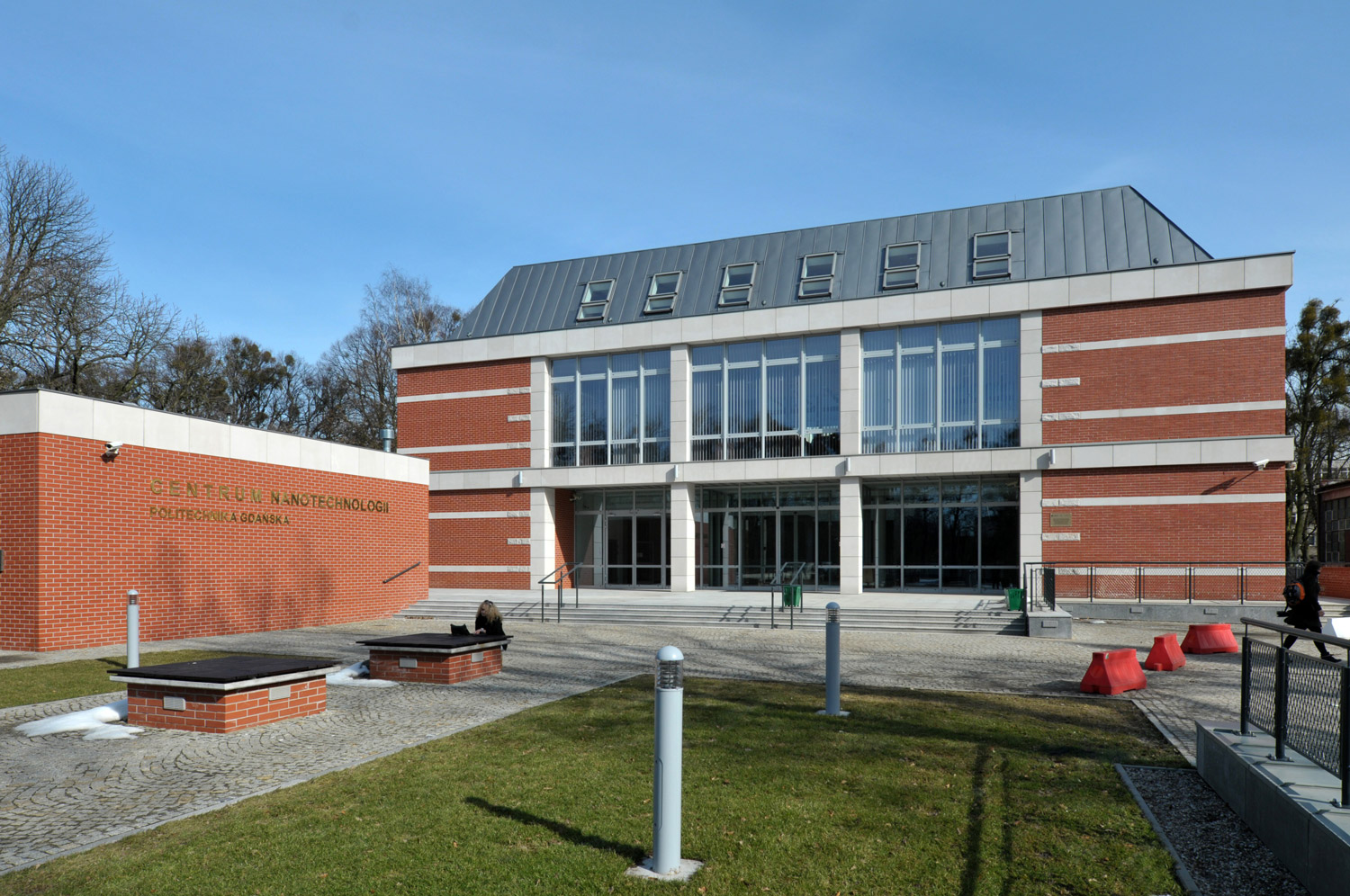
Centro de la Nanotecnología
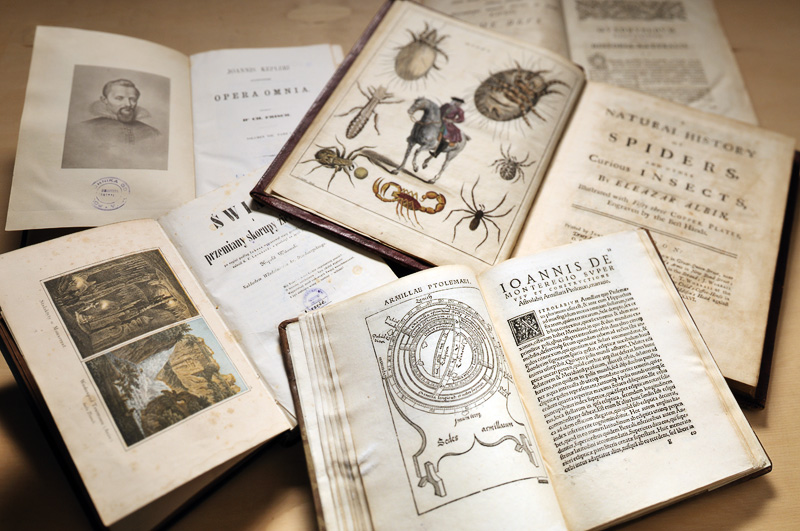
Biblioteca de Universidad Tecnológica de Gdansk
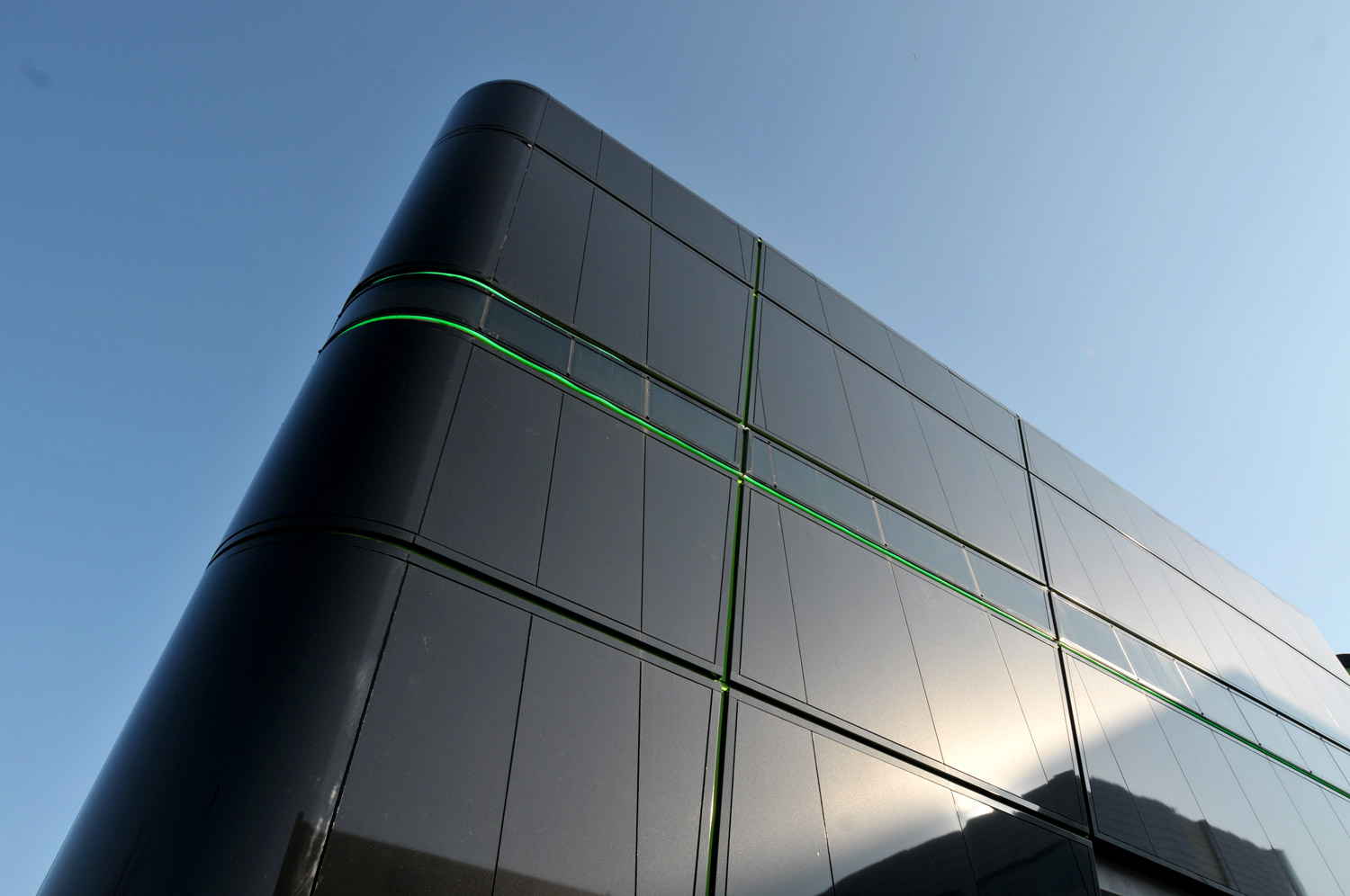
Laboratorio de Tecnología Innovadora de Electricidad y Integración de Energías Renovables Fuentes LINTE^2
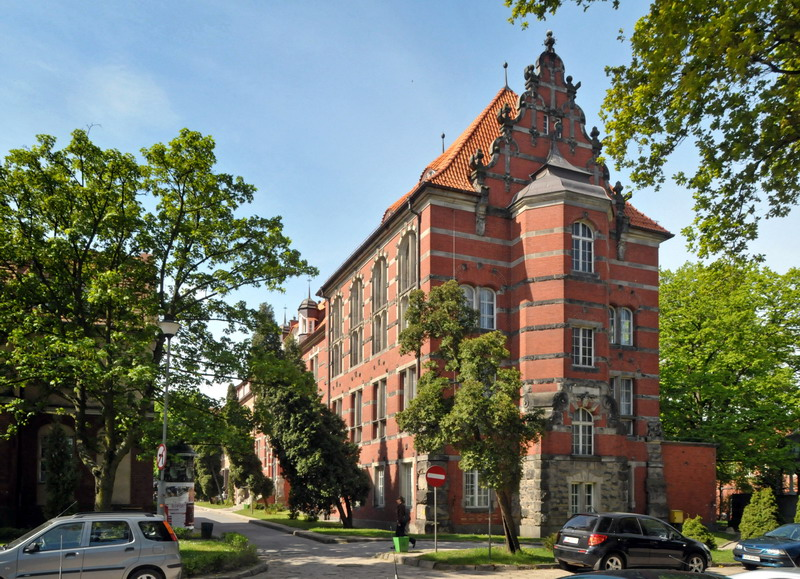
Facultad de Ingeniería Eléctrica y Automatización
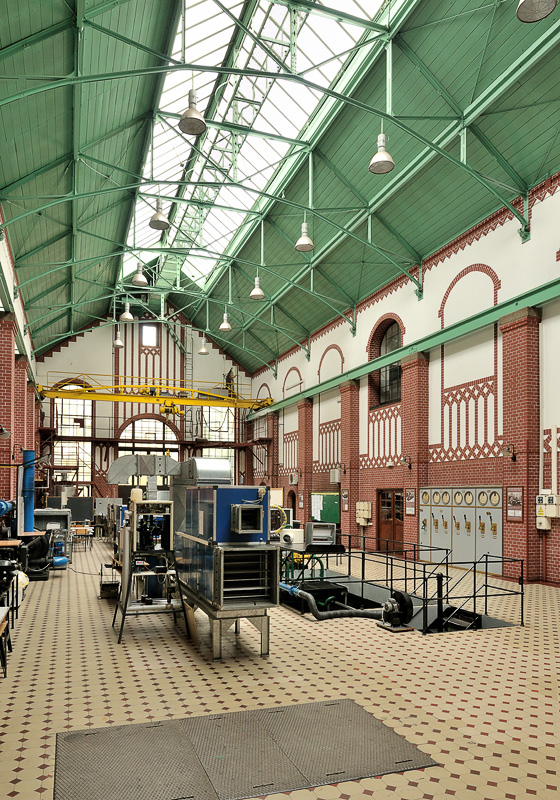
Facultad de Ingeniería Mecánica
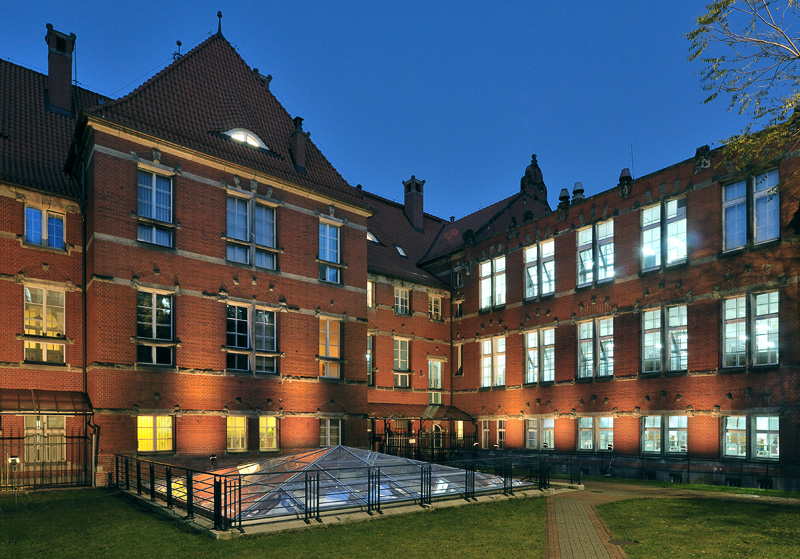
Facultad de Química
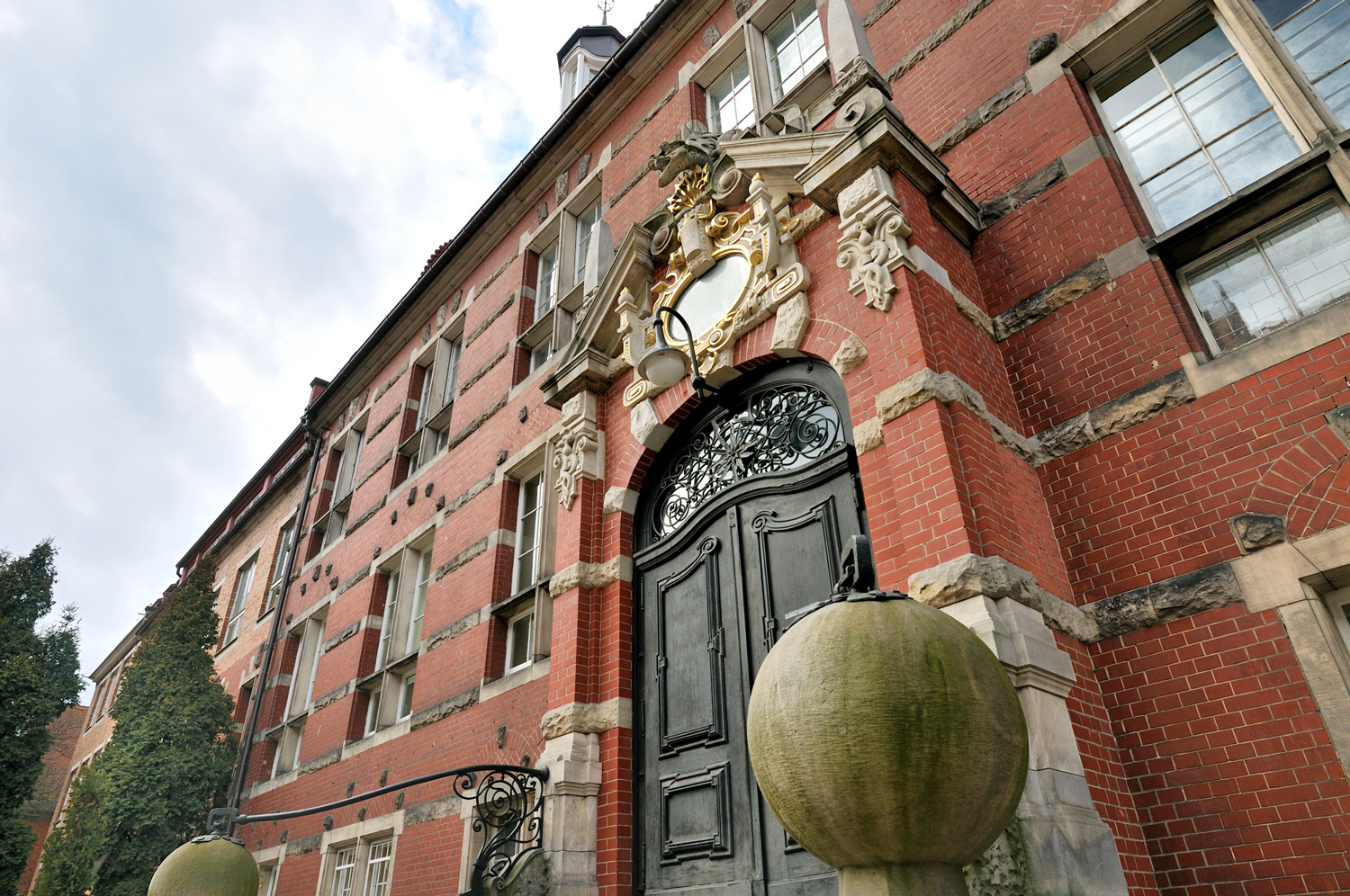
Facultad de Ingeniería Mecánica
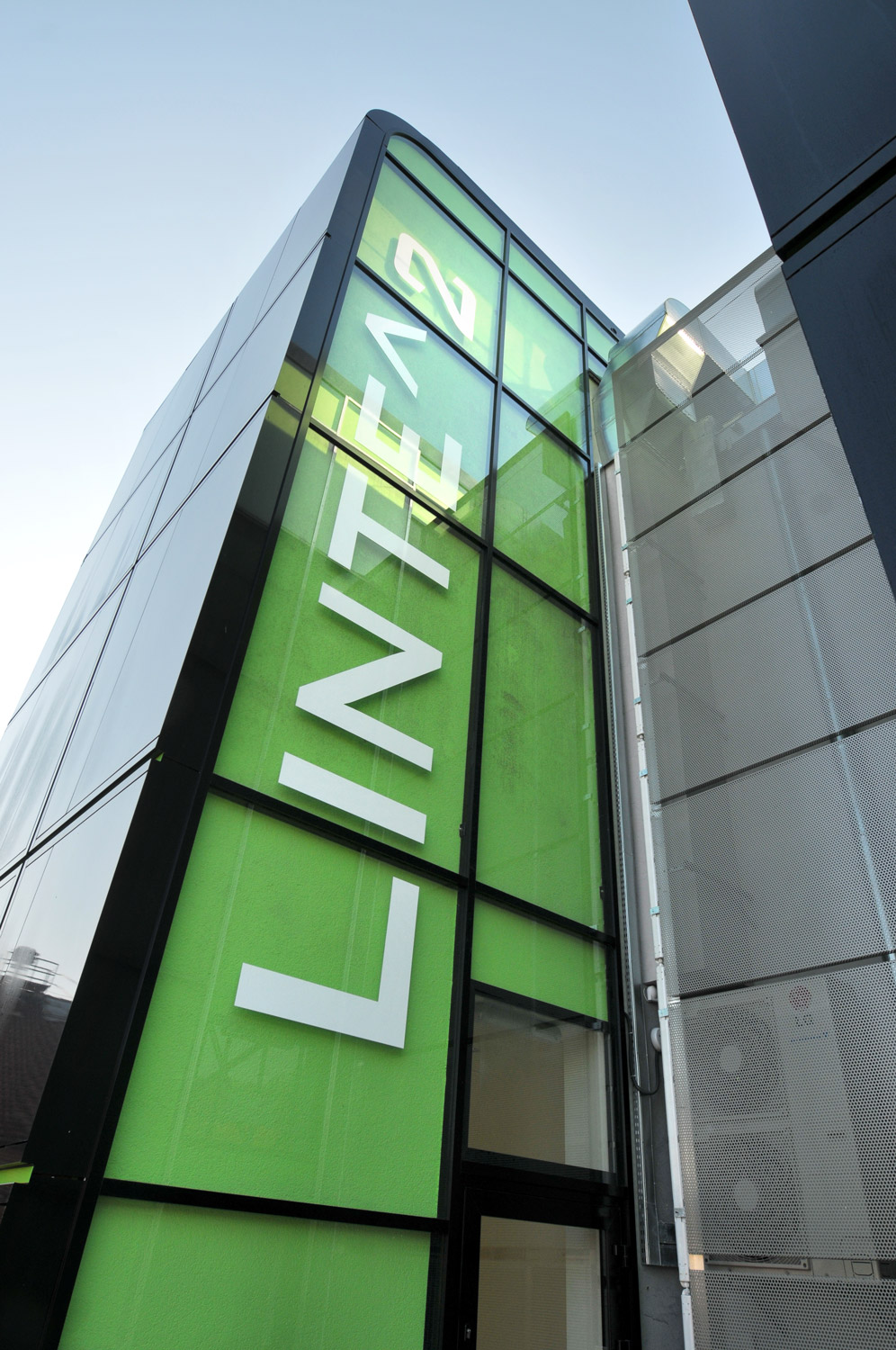
Laboratorio de Tecnología Innovadora de Electricidad y Integración de Energías Renovables Fuentes LINTE^2
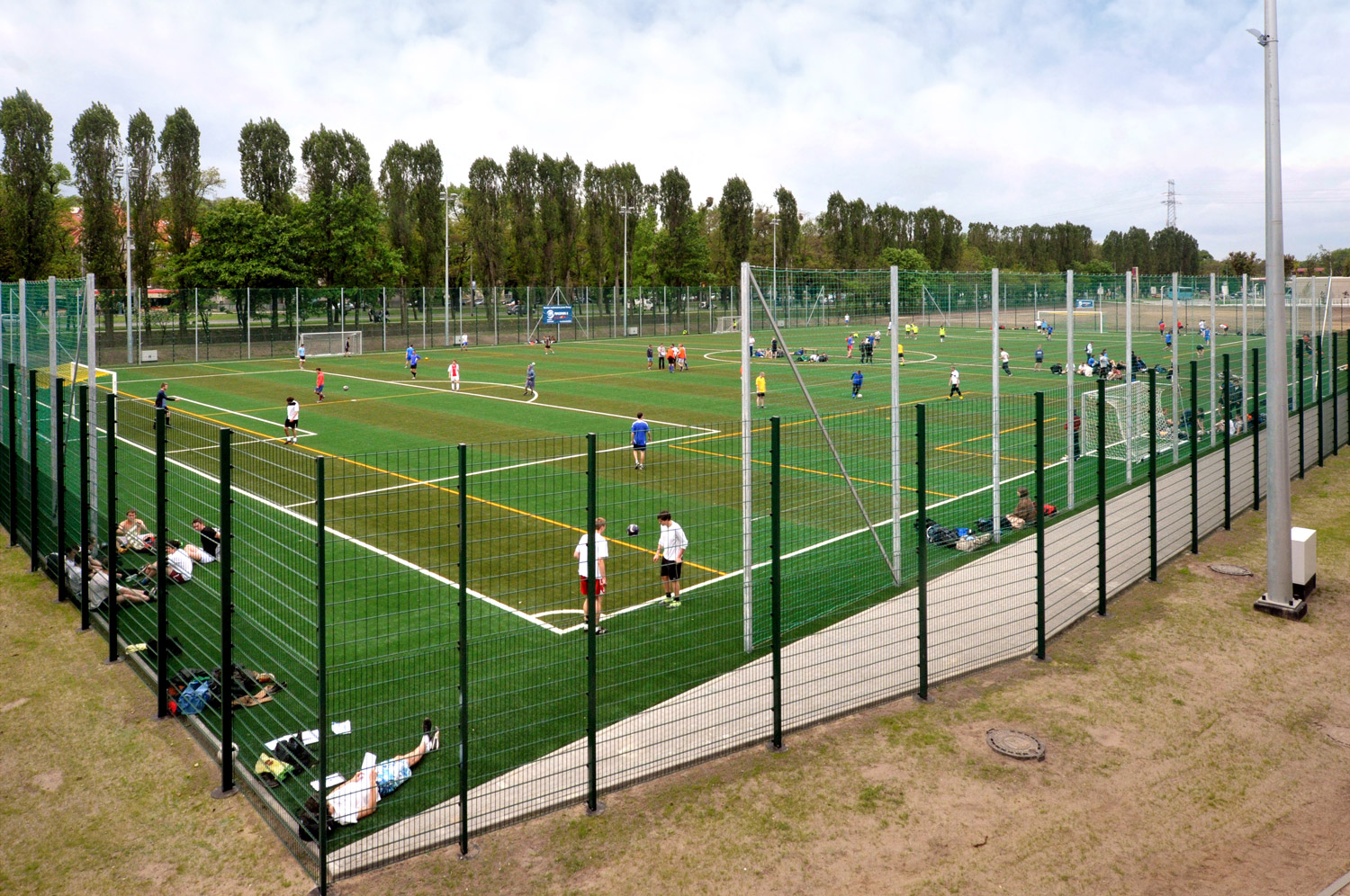
Centro de deporte academic
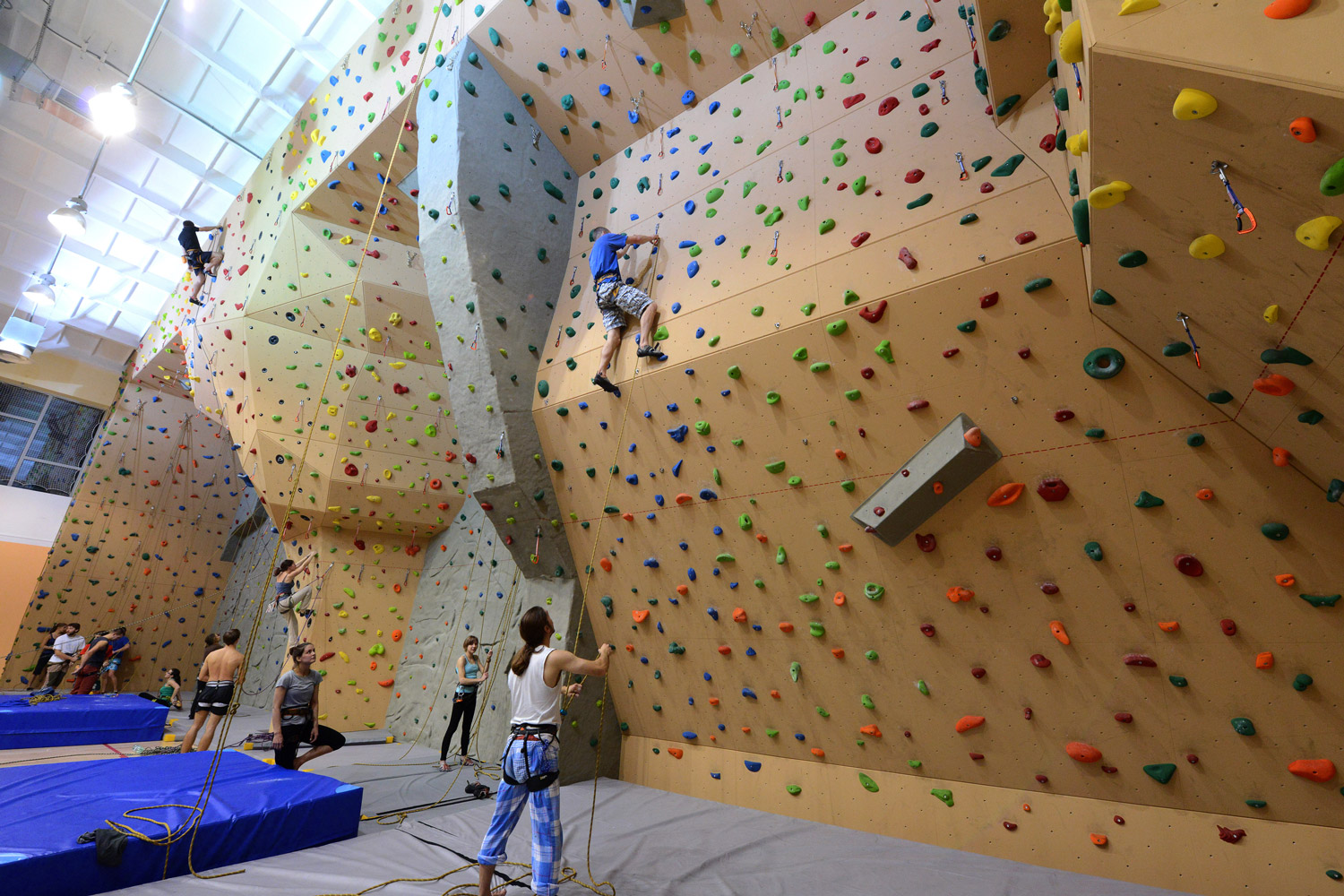
Centro de deporte academic
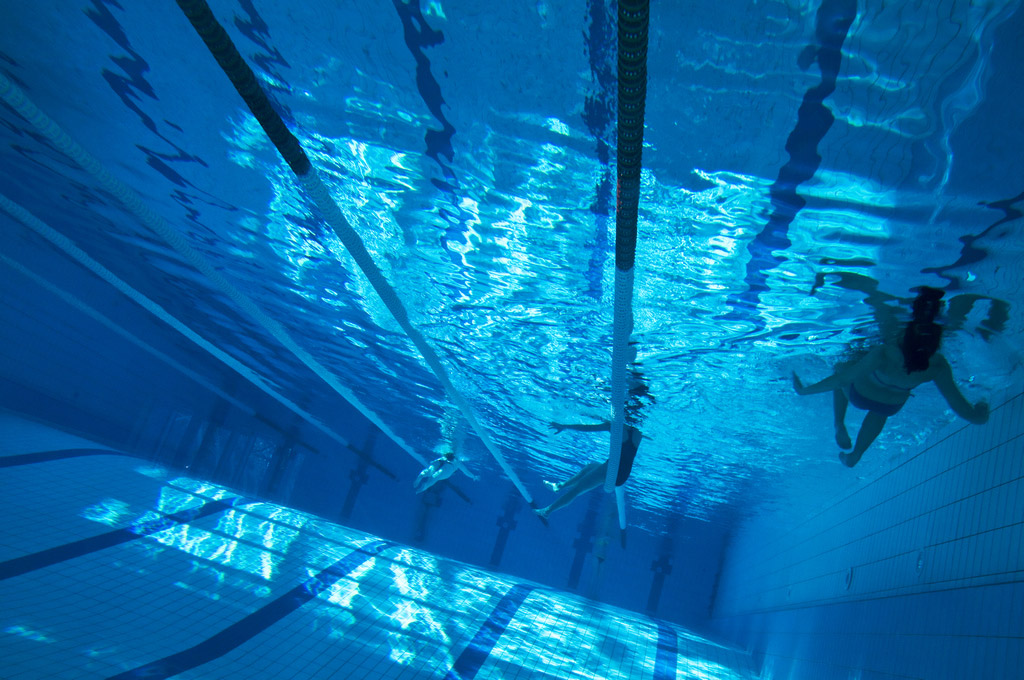
La piscina en Centro de deporte academic